# Территориальная прелатура Мойобамба
 Территориальная прелатура Мойобамба  (лат. Territorialis Praelatura Moyobambensis) — территориальная прелатура Римско-Католической церкви с центром в городе Мойобамба, Перу. Территориальная прелатура Мойобамба входит в митрополию Трухильо. Кафедральным собором территориальной прелатуры Мойобамба является церковь святого Иакова.

## История
7 марта 1948 года Римский папа Пий XII издал буллу Romanus Pontifex, которой учредил территориальную прелатуру Мойобамба, выделив её из епархии Чачапояса. 
12 июня 1958 года территориальная прелатура Мойобамба передала часть своей территории в пользу возведения апостольского викариата Юримагуаса.

## Ординарии территориальной прелатуры
- епископ Martin Fulgencio Elorza Legaristi (15.01.1949 — 30.12.1966)
- епископ Venancio Celestino Orbe Uriarte (25.08.1967 — 6.06.2000)
- епископ José Ramón Santos Iztueta Mendizábal (6.06.2000 — 21.07.2007)
- епископ Rafael Alfonso Escudero López-Brea (21.07.2007 — по настоящее время)

## Источник
- Annuario Pontificio, Ватикан, 2005
- Булла Romanus Pontifex, AAS 40 (1948), стр. 529  (лат.)